# Ерик Уотърс
Ерик Флечър Уотърс (на английски: Eric Fletcher Waters) е войник от Британската армия по време на Втората световна война. Той е бащата на Роджър Уотърс, английски рок музикант и текстописец, най-известен като басист на групата Пинк Флойд. Роджър Уотърс е силно повлиян от обстоятелствата около смъртта на баща му, което се вижда ясно в написаните от него песни, въпреки че той умира когато Роджър е само на пет месеца. Освен информацията в песните на Уотърс, за живота на Ерик е известно много малко. Албумът на Пинк Флойд The Final Cut (1983) е посветен на него.

## Биография
Ерик Уотърс учи в училище в Бишъп Оклънд, графство Дърам, след което следва в Дърамския университет. С жена си Мери си раждат две деца: Роджър (първоначално е бил кръстен Джордж) и Джон (шофьор на такси). Уотърс е силно вярващ християнин и пацифист. В началото на Втората световна война той отказва да служи в армията, тъй като съвестта му не го позволява, и става шофьор на линейка в Кеймбридж. По това време започва да се запалва по лявата идеология и се включва в Британската комунистическа партия. С напредване на военните действия става все по-голям антифашист и започва да иска да се бие срещу нацистка Германия. Постъпва в Осми батальон на рота „С“ на Кралския стрелкови полк и достига до ранг подпоручик. Загива в бой на 18 февруари 1944 г. в битката при Анцио, Италия. Вписан е на Стена 5 в Касинския мемориал и се смята, че тялото му никога не е намерено.

## Произведения на Пинк Флойд, посветени на Ерик Уотърс
- Corporal Clegg (1968, A Saucerful of Secrets)
- Free Four (1972, Obscured by Clouds)
- Us and Them (1973, Dark Side of the Moon)
- Another Brick in the Wall, Part I (1979, The Wall)
- When the Tigers Broke Free (1982, The Final Cut)
- The Fletcher Memorial Home (1983, The Final Cut)
- Албумът The Final Cut е пряко посветен на Ерик Уотърс
- Албумът Amused to Death на Роджър Уотърс също е посветен на Ерик Уотърс